# Carl Skottsberg
Carl Johan Fredrik Skottsberg (* 1 de desembre de 1880, Karlshamn - 14 de juny de 1963, Goteborg), fou un botànic i explorador suec de l'Antàrtida.

## Biografia
Skottsberg va néixer a Karlshamn, va fer els seus estudis acadèmics a la Universitat d'Upsala i va rebre el seu doctorat i reconeixement per a la docència l'any 1907. Va participar en la l'expedició sueca a l'Antàrtida de 1901 a 1903, i fou el director de l'expedició sueca Magallànica a la Patagònia, (1907-1909) que va anar a Punta Arenas i a les illes Malvines.
Va ser el conservador del Museu de Botànica de la Universitat d'Upsala de 1909 a 1914, però va deixar aquest treball i va marxar a Goteborg l'any 1915, i on l'any 1919, va ser designat professor i director del Jardí Botànic de Goteborg.
Entre 1916 i 1917, dirigeix una nova expedició a Xile, a l'illa de Pasqua on descriu l'espècie en vies d'extinció Sophora toromiro i de nou a l'arxipèlag xilè de Juan Fernández, l'illa principal del qual es coneix més sota el nom d'illa Robinson Crusoe on descriu l'espècie actualment extinta Santalum fernandezianum. A l'estudi d'aquestes illes s'associa especialment el nom de Skottsberg.
Skottsberg fa també 4 estades a Hawaii. President de la Reial Acadèmia de les Ciències de Suècia el 1949. Membre del Royal Society de Londres i President del 7º congrés internacional de botànica el 1950. Premiat amb la Linnean Medal de la Linnean Society of London l'any 1959.
Han estat dedicades en el seu honor diverses espècies de plantes, en la família de les Cactaceae, Trichocereus skottsbergii i Pterocactus skottsbergii.
Un llac porta també el seu nom en el parc natural xilè Torres del Paine.

## Obres
- The Natural History of Juan Fernandez and Easter Island tres volums, publicats entre 1920 i 1956.
- La Patagonia Salvaje, edició en espanyol de The Wilds of Patagonia, exploracions realitzades entre octubre de 1907 i maig de 1909.

A més apareix com a membre de:
- C. J. F. Skottsberg & I. Skottsberg
- L. M. Cranwell & C. J. F. Skottsberg
- L. M. Cranwell, O. H. Selling & C. J. F. Skottsberg
- T. G. Trobi & C. J. F. Skottsberg